# Автошлях E848
Європейський маршрут E 848 — європейський автомобільний маршрут категорії Б, що проходить по території Італії і з'єднує міста Ламеція-Терме і Катандзаро.

## Маршрут
Весь шлях проходить через такі міста:
- Італія
  - Ламеція-Терме
  - E90 Катандзаро